# Metarbela ochracea
Metarbela ochracea is een vlinder uit de familie van de Metarbelidae. De wetenschappelijke naam van deze soort is voor het eerst gepubliceerd in 1929 door Max Gaede.
De soort komt voor in tropisch Afrika.